# Páni z Dobrušky a Opočna
Páni z Dobrušky a Opočna byli starý český šlechtický rod, jehož državy byly převážně ve východních Čechách.

## Historie
Pocházeli ze stejného rozrodu jako páni z Potštejna a Litic a páni z Častolovic, patří tedy mezi Drslavice, přesněji do té skupiny šlechtických rodů, jejichž předkem byl plzeňský purkrabí Drslav (používá se pro ně i název Půtici). Počátky rodu jsou nejasné. Za prvního známého předka lze považovat Mutinu z Kostomlat (doložen v letech 1279-1290), případně o generaci staršího Sezemu z Kostomlat, který mohl být Mutinovým otcem, ale spíše tchánem, protože užíval jiné erbovní znamení (žebřík). Mutina pravděpodobně založil hrad Skuhrov a zahájil kolonizaci Podorlicka. Měl čtyři syny, Čeňka, Jana, Sezemu a Mutinu, a jednu či dvě dcery (Eliška se stala manželkou Jindřicha I. z Rožmberka). Všichni již užívali přídomek z Dobrušky, ovšem nešlo o dnešní městečko Dobruška, které své jméno dostalo později (dříve se jako vesnice jmenovalo Leštná). Kde stálo jejich hlavní sídlo, není známo: mohlo být v blízkosti Dobrušky, u Zlatého potoka poblíž obce Chábory, nebo také u Dobřan, kde se skutečně zbytky hradu zachovaly.
Hrad Kostomlaty Sezemova dcera Perchta, která se provdala do rodu pánů z Častolovic, darovala svému synu Půtovi. Ve vnitřních válkách za vlády Jana Lucemburského stáli bratři Jan a Mutina na opačných stranách: Jan zůstal věrný královské straně, Mutina († 1332) patřil ke straně Jindřicha z Lipé. Kolem roku 1320 se Mutina dostal do sporu s dobrušskými měšťany ohledně robotní povinnosti a várečného práva - spor skončil částečným vítězstvím měšťanů. Asi v polovině 14. století získal  z královského majetku Opočno (nejprve snad do zástavy, pak i dědičně), kde vystavěl hrad. Své državy rozšířil ještě o městečko Týniště nad Orlicí.
Pokračovatelem rodu byl Mutinův syn Sezema, který měl syny Štěpána, Jaroslava a Jana a dceru Žofii. Příslušníci této generace již dali přednost přídomku z Opočna. Štěpán z Opočna zasedal na zemském soudu a stal se oblíbencem krále Václava IV. a členem královské rady. Získal od krále do zástavy hrady Lichtenburk (Lichnici) a Žleby, v roce 1396 mu Václav svěřil důležitý úřad vratislavského hejtmana. 11. června roku 1397 byl na zasedání královské rady na Karlštejně spolu s několika dalšími králi blízkými členy rady zavražděn. Nejvyšší hofmistr Jan Opavský a další páni, kteří puč provedli, pak krále, který na Karlštejně nebyl přítomen, přesvědčili, že zavraždění byli zrádci, a Václav o tom vydal písemné prohlášení. Králova nemilost se však nedotkla Štěpánových bratrů a snad ani statků. Oba bratři, kteří se na čas vrátili k přídomku z Dobrušky, byli také přísedícími zemského soudu. Vedle hradu Frymburka, který byl v držení rodu snad již od doby jejich otce Sezemy, patřilo nově k jejich državám městečko Heřmanův Městec s okolními vesnicemi. Podle něho pak byl nazýván Štěpánův syn Jan, za života strýce zvaný mladší.
Jan Městecký z Opočna byl nejznámějším a také posledním z tohoto rodu. V roce 1410, asi krátce po dosažení plnoletosti, se zúčastnil na straně německých rytířů bitvy u Grunwaldu, kde upadl do zajetí, velmi aktivní byl poté za husitských válek. Na katolické straně se zúčastnil bitvy u Sudoměře, jako Zikmundem jmenovaný hejtman Chrudimi obsadil husity drženou Přelouč a Chotěboř. Po dobytí Chrudimi přešel z nutnosti na husitskou stranu, ale velmi brzy se kalicha zase odřekl. Patřil ke skupině východočeských katolických pánů, kterým se také říká opočenská strana. Žižka jejich vojsko porazil v roce 1424 v bitvě u Skalice. V roce 1430, když husité dobyli jeho Lichnici, přešel opět na jejich stranu.

## Erb
Páni z Dobrušky a Opočna měli v erbu dva stříbrné pruhy pokosem na červeném štítu. Tento erb se vyskytuje již u Mutiny z Kostomlat a zůstal i ve znaku města Dobrušky. Stejné pruhy byly i na křídle v klenotu. Konce 14. století začali používat červený čtvrcený štít - ve dvou polích byly pruhy, ve dvou polích žebřík. Ztečný (dobývací) žebřík přibrali do erbu zřejmě poté, co se Jaroslav z Opočna oženil s Annou z Choustníka, poslední svého rodu.